# Пайкович, Джёрджие
Джёрджие Джьёко Пайкович (серб. Ђорђије Пајковић-Ђоко; 25 июня 1917, дер. Лужац, близ Беране, Королевство Черногория — 17 января 1980, Белград, СФРЮ) — активный участник Народно-освободительной борьбы народа Югославии; югославский партийный и государственный деятель,  председатель Верховного комитета ЦК Союза Коммунистов Черногории (1963—1968), Народный герой Югославии.

## Биография
Родился в бедной крестьянской семье. Окончил начальную школу в родной деревне и два класса гимназии в Беране. Из-за нехватки средств ему пришлось прекратить обучение и вернуться в родную деревню, где до начала Второй мировой войны он занимался сельским хозяйством.
Когда в 1935 г. в провинции Беране была образована партийная организация Коммунистической партии Югославии (КПЮ) и Союз коммунистической молодежи Югославии (СКМЮ), вступил в ряды СКМЮ. В том же году он участвовал в демонстрациях на горе Шишка, а затем в демонстрациях поддержки забастовки гимназий Беране. В начале 1936 г. был принят в члены КПЮ, через несколько дней его арестовали за участие в конфликте между молодежью и патрулем жандармерии и был приговорен к трем годам тюремного заключения.
После освобождения продолжил революционную работу в молодежной среде. В 1939 г. был избран членом комитета КПЮ в Беране, одновременно возглавил возглавлял местную организацию СКМЮ. В том же году участвовал в качестве делегата на седьмой региональной конференции КПЮ в Черногории, Бока, Санджака, Косово и Метохии. К 1940 г. несколько раз подвергался арестам.

### Народно-освободительная борьба
В 1940 г. был мобилизован на военную службу. В апреле 1941 г. при попытке сформировать воинское соединения для сопротивления фашистским захватчикам был схвачен немцами в Ключе. Во время перевозки заключенных ему удалось бежать и вернуться на родину. Сразу после возвращения он занялся работой местного комитета КПЮ по Беране и работал над подготовкой к вооруженному восстанию. В начале июля 1941 г. он был избран секретарем местного комитета КПЮ. Участвовал в освобождении Беране и руководил организацией социально-экономической деятельности на освобожденной территории. Осенью 1941 г., после поражения восстания, ему удалось сохранить единство и боевой дух повстанческих подразделений.
В октябре 1941 г. на партийной конференции он был переизбран секретарем местного комитета и был избран членом окружного комитета КПЮ по Колашину, Беране и Андреевице. Во время реорганизации партизанских отрядов в Черногории становится сначала политическим комиссаром бригады Доньявасоевича, а затем политическим комиссаром партизанского отряда Беране. В январе 1942 г. был ранен и находился на лечении в партизанских больницах в Колашине и Жабляке.
К весне 1943 г. его партизанская группа была сильнейшим боевым отрядом в тылу врага на оккупированной территории Черногории. В октябре 1943 г., после освобождения Верхнего Полимле стал членом провинциального комитета Коммунистической партии Югославии для Черногории и региона Котовского залива, а в начале 1944 г. был избран организационным секретарем провинциального комитета КПЮ. Он участвовал в подготовке и работе Национального антифашистского вече народного освобождения Черногории, а в начале 1945 г. был избран в состав Антифашистского вече народного освобождения Югославии.

### Послевоенное время
Решением Политбюро ЦК Коммунистической партии Югославии в марте 1945 г., после убийства Миладина Поповича был направлен в Косово и Метохию, где он занял должность секретаря КПЮ по данному региону. В этом качестве он оставался до февраля 1956 г., одновременно являлся секретарем регионального комитета Народного фронта Косово и Метохии, председателем исполнительного вече Социалистического союза трудового народа Косово и Метохии, членом регионального совета Союза ветеранов войны в Косово и Метохии.
В 1953—1956 гг. одновременно занимал пост председателя Народной Скупщины Автономного края Косова и Метохии.
В середине 1956 г. переехал из Приштины в Белград, где он занимал должность члена Исполнительного вече Народной скупщины Сербии, секретаря (министра) сельского хозяйства Народной Республики Сербия. В середине 1962 г., согласно решению ЦК Союза коммунистов Югославии, он вернулся в Черногорию, где с декабря 1962 г. по июнь 1963 г. занимал должность председателя Исполнительного веча Народной республики Черногория, члена Союзного исполнительного вече Югославии. В 1963—1968 гг. — председатель Верховного комитета ЦК Союза Коммунистов Черногории.
С 1969 г. до своей смерти избирался членом Совета Федерации СФРЮ.
Избирался депутатом Союзной скупщины СФРЮ, Народной скупщины Народной Республики Сербии, Народной Республики Черногории, входил в состав руководства Социалистического союза трудового народа Югославии и Сербии, а также — Союзов объединений борцов народно-освободительной войны Югославии и Сербии.
Член ЦК СКЮ (1948—1974). Член ЦК Союза коммунистов Сербии с 1945 г,, а с 1957 г. — член его Исполнительного комитета.

## Награды и звания
Народный Герой Югославии (1953).
Герой Социалистического труда СФРЮ. Был награжден орденами Национального освобождения, Золотой звездой ордена «За заслуги перед народом», Золотой звездой ордена «Братства и единства», медалью «Партизанская память» (1941).